# Megaselia chlorocera
Megaselia chlorocera är en tvåvingeart som beskrevs av Borgmeier 1968. Megaselia chlorocera ingår i släktet Megaselia och familjen puckelflugor. Inga underarter finns listade i Catalogue of Life.